# Le Tasse
 (juillet 2025).
- Si vous ne connaissez pas le sujet, laissez ce bandeau (vous pouvez alors contacter les auteurs).
- Si vous supprimez le contenu mis en cause (vous pouvez préalablement contacter les auteurs),

argumentez précisément cette suppression dans la page de discussion
(un manque de référence n'est pas un argument ; une recherche réelle de référence doit avoir été effectuée, être formellement documentée).
Pour les articles homonymes, voir Tasse (homonymie) et Tasso (homonymie).
Œuvres principales
- Renaud (1562)
- Aminta (1573)
- La Jérusalem délivrée (1580)

Torquato Tasso, connu en français sous l'appellation Le Tasse (en italien, il Tasso), est un poète italien, né le 11 mars 1544 à Sorrente (région de Campanie, Italie), mort le 25 avril 1595 à Rome, passé à la postérité pour son épopée, La Gerusalemme liberata (autrefois traduite sous le titre La Jérusalem délivrée, aujourd'hui Jérusalem libérée, 1580), poème épique où il dépeint, à la manière des romans de chevalerie, les combats qui opposèrent les chrétiens aux musulmans à la fin de la Première croisade, au cours du siège de Jérusalem.
Souffrant depuis ses 30 ans de maladie mentale, il meurt alors que le pape allait le couronner « roi des poètes ». Jusqu'au début du XIXe siècle, Le Tasse aura été l'un des poètes les plus lus en Europe : Jean-Jacques Rousseau admire Le Tasse, dont il cite un vers dans Les Rêveries du promeneur solitaire et dans la lettre XXIII de la première partie de la Nouvelle Héloïse. Chateaubriand lui consacre de longues pages dans ses Mémoires d’outre-tombe. Auguste Comte fait de lui le représentant de la littérature épique moderne dans son calendrier positiviste, et Simone Weil voit dans la « Jérusalem délivrée » l'une des plus hautes expressions de l'espérance chrétienne.

## Biographie

### Années de jeunesse

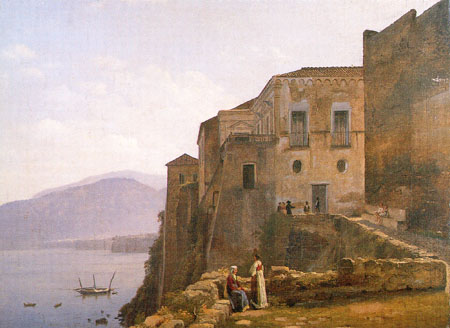
Sa maison natale à Sorrente.

Né à Sorrente, Le Tasse est le fils d’un aristocrate de Bergame, Bernardo Tasso de la maison de Taxis, poète lyrique et épique d’un certain renom, longtemps secrétaire au service du dernier prince de Salerne, Ferrante Sanseverino. Sa mère, Porzia de Rossi, est une aristocrate de Toscane étroitement liée aux plus illustres familles napolitaines. Lorsque le prince de Salerne, en conflit ouvert avec le gouverneur espagnol de Naples, est mis au ban et dépouillé de ses terres, Bernardo Tasso suit son maître en exil et devient dès lors proscrit, comme rebelle à la couronne de Charles Quint. Leur patrimoine est mis sous séquestre et la proscription s'étend à son fils Torquato, alors âgé de neuf ans. À Naples, jusqu'en 1552, Torquato suit les leçons des Jésuites qui viennent d’établir un collège en cette ville. La précocité de l’enfant — il sait le grec et le latin, écrit déjà en prose et en vers —, ainsi que sa ferveur religieuse, font l’admiration unanime des Jésuites, lesquels contribuent à sa célébrité naissante.
Il vit tout d'abord en France, où son père proscrit a suivi son maître déchu, puis retourne en Italie où son père le place chez un ami à Rome pour qu'il poursuive ses études. En 1556, sa mère Porzia meurt à Naples, dans des circonstances suspectes, sans avoir pu obtenir la dot promise par ses frères, ce qui n'arrange pas les finances de Bernardo, déjà bien modestes.
Bernardo Tasso est un courtisan qui s'adonne à la poésie : aussi accueille-t-il avec empressement l'invitation de la cour d'Urbino en 1557. Son fils Torquato, revenu de Rome pour le suivre, devient le compagnon de récréation et d'études du prince-héritier, François-Marie della Rovere. Le comté d'Urbino est alors le siège d'une société d'hommes lettrés, qui prisent les arts et les belles-lettres. 
À Venise, puis à Padoue où son père l'emmène, il retrouve le même climat intellectuel. Mais à Padoue, le jeune homme délaisse les études de droit pour la  philosophie et la poésie. L'année 1562 n'est pas encore terminée qu'il a déjà composé un poème, Rinaldo (« Renaud »), où il combine la régularité de l’épopée de Virgile aux séductions de l’épopée médiévale. « Rinaldo » apporte une telle originalité qu'on proclame son auteur le poète le plus prometteur du moment. Flatté, son père autorise l'impression du poème de son fils qui, après une nouvelle année d'études à Bologne, peut entrer au service du cardinal Luigi d'Este à Ferrare.

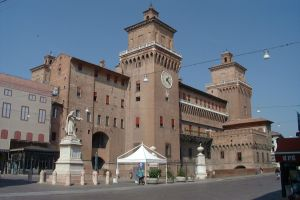
Castello degli Estensi, Ferrare.

### Entre la cour de France et celle de Ferrare
C’est en 1565 que Le Tasse fait son entrée à la cour de Ferrare. Après la publication de Rinaldo, il développe, dans ses Discours sur l’Art poétique, ses principes personnels au sujet du poème épique. 
Il semble que les années 1565-1570 soient les plus heureuses de sa vie, malgré le chagrin que lui cause la disparition de son père, en 1569. Il dédie les deux premiers recueils de ses cinq-cents odes à deux dames de la cour, Lucrezia Bendidio, qu'il a rencontrée à Padoue, et Laura Peverara, dont il s'est épris à Mantoue.
Il accompagne le cardinal d'Este à Paris en 1570, où ce dernier doit s'entretenir avec Charles IX au sujet des calvinistes. Mais la franchise un peu brutale du Tasse, conjuguée à un manque de tact caractéristique, lui font perdre la faveur de son mécène. Il quitte la France l’année suivante, pour entrer au service du duc Alphonse II de Ferrare.
Les princesses Lucrèce d'Este, future duchesse d'Urbin, et Léonore d'Este, toutes deux plus âgées que lui d'une dizaine d'années et sœurs du duc de Ferrare, le prennent sous leur protection et l'admettent dans le cercle de leurs intimes : il sera toute sa vie redevable de leur tendresse indéfectible.
Les quatre années suivantes sont marquées par la publication d’Aminta en 1573 et l’achèvement de La Jérusalem délivrée en 1574. Aminta est une pastorale à la trame très dépouillée, mais d’un charme lyrique exquis. Sa parution coïncide avec le moment où, sous l'impulsion de Palestrina, la musique commence à s'imposer comme le premier des arts en Italie. Or Aminta, avec sa mélodie douce et sa mélancolie sensuelle, se trouve parfaitement en résonance avec l’esprit du temps : elle marque de son influence l’opéra et la cantate pour les deux siècles suivants.

### La Jérusalem délivrée

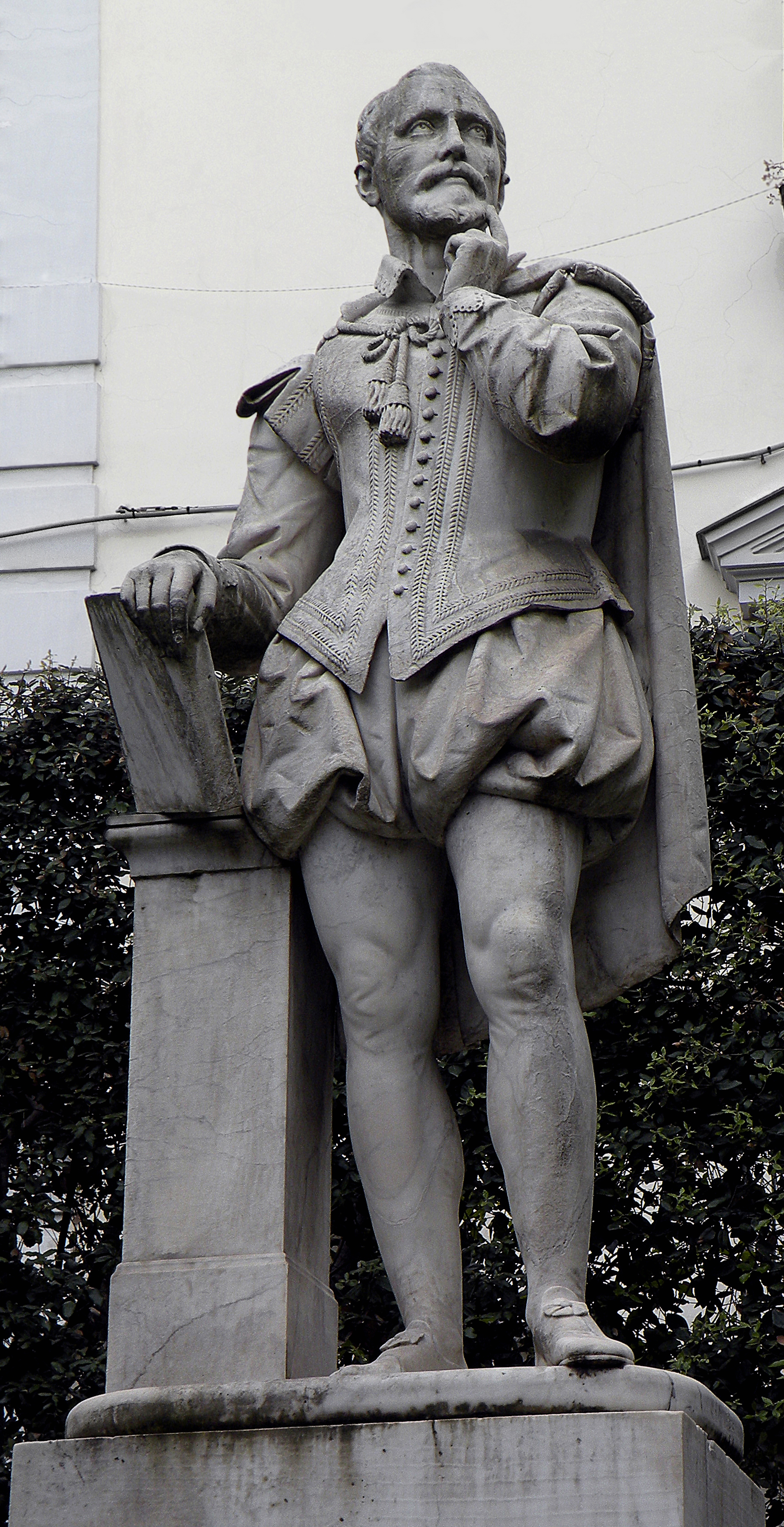
Statue du Tasse à Sorrente.

La Jérusalem délivrée occupe une place à part dans l’histoire de la littérature européenne. Pourtant, les mérites de cette épopée — qui révèlent au monde la riche personnalité du Tasse et l'élèvent au rang d'auteur classique, admiré tout autant du peuple que des élites — ne sont pas sans rapport avec la grâce lyrique d’Aminta.
À cette époque, en Italie, la poésie épique est très prisée, et La Jérusalem délivrée arrive après l’Italia liberata de Trissino (1547), l’Orlando furioso de L'Arioste (1532) ou l’Orlando inamorato de Boiardo (1483).
Le héros en est Godefroy de Bouillon, le chef de la première croisade, et l'apogée en est la reconquête de la Ville Sainte.
Alors que Le Tasse, qui a 31 ans, vient d'achever son manuscrit, la période faste de son existence atteint son terme : son chef-d’œuvre est accompli.
Le Tasse adresse le manuscrit du poème à plusieurs érudits — dont Scipion de Gonzague (fils du duc de Mantoue), qu'il avait rencontré à l'université de Padoue — en exprimant le désir de connaître leur avis. Les hommes de lettres sollicités, tout en manifestant leur admiration pour l'épopée, émettent un certain nombre de réserves.
Dans La Jérusalem délivrée, comme auparavant dans le Rinaldo, il cherche à relever le style épique italien en observant une stricte unité d'action et en rehaussant l'expression poétique de la langue italienne. Pour cela, il se donne Virgile pour modèle, adapte les éléments de la première croisade à son sujet et infuse toute sa ferveur religieuse dans la création de son héros Godefroy de Bouillon. Toutefois son inclination naturelle le porte à la poésie amoureuse.
Le Tasse, en proie à l'excitation de la vie de cour et à son travail littéraire , s'effondre et sa santé devient chancelante. Il se plaint de maux de tête, souffre de fièvres malariennes, et cherche à s'éloigner de Ferrare.

### Scandales à la cour de Ferrare

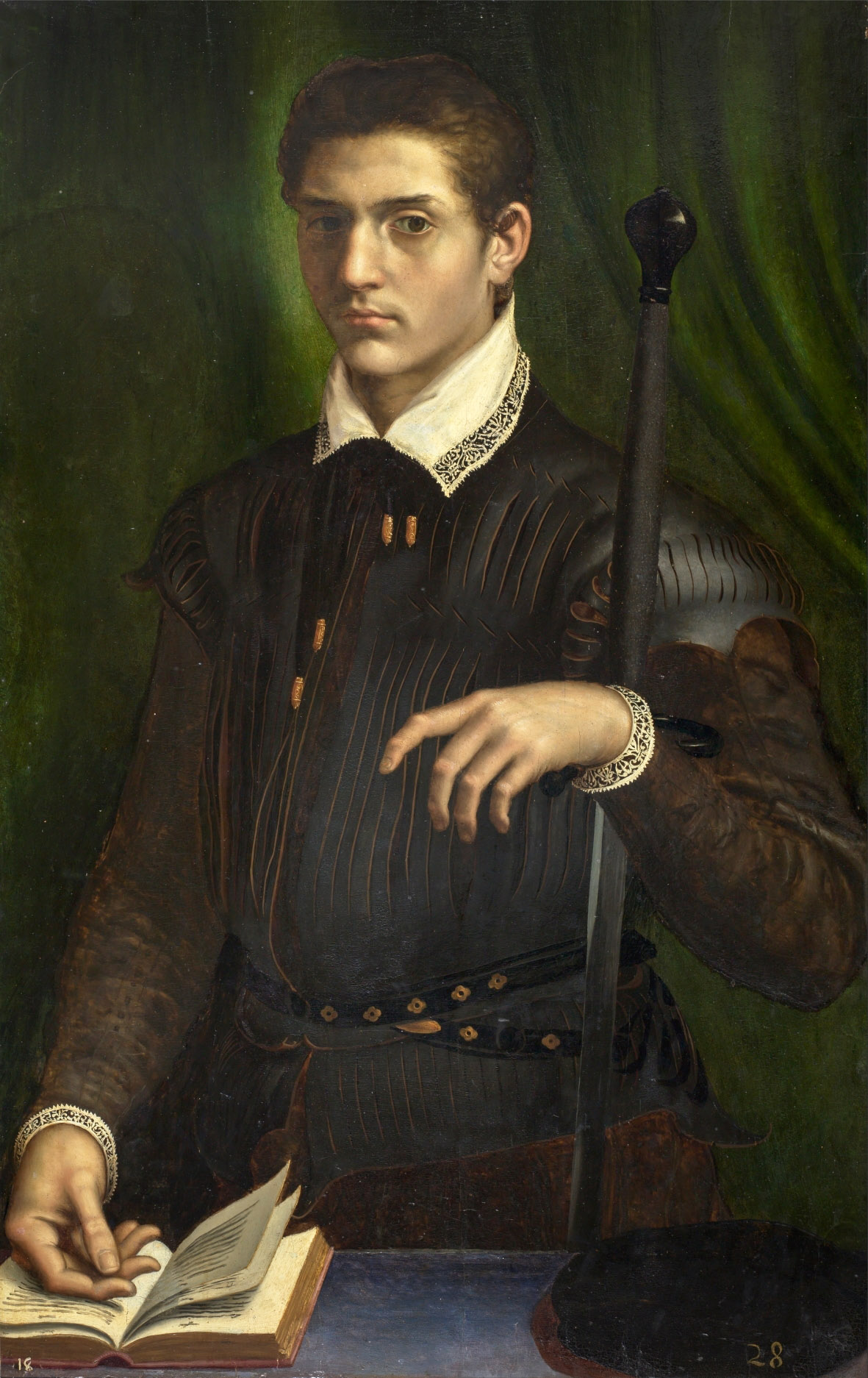
Alphonse II d'Este, portrait de Girolamo da Carpi.

Alphonse II d'Este, le protecteur du Tasse, redoute que le départ de ce dernier ne fasse des Médicis les dédicataires de La Jérusalem libérée. C'est pourquoi il endure les sautes d'humeur du poète, afin de ne lui fournir aucun prétexte pour quitter la cour de Ferrare.
Mais au cours de ces années 1575-77, la santé du Tasse continue de se détériorer, et la jalousie pousse les autres courtisans à se moquer de lui et à intriguer à ses dépens. Son caractère orgueilleux, susceptible et irritable, ainsi que sa pusillanimité en font une proie facile pour la malveillance. Tout au long des années 1570, le Tasse développe une manie de persécution qui fait de lui l'archétype du poète maudit, solitaire et à demi-fou.
Il est à présent convaincu que ses domestiques complotent contre lui, qu'ils le dénoncent à l’Inquisition, et qu'ils cherchent à l'empoisonner. L'actualité politique et littéraire de la cour ajoute à sa détresse mentale.
À l’automne 1576, le Tasse s'en prend à un gentilhomme de Ferrare, Maddalo, qui a évoqué son homosexualité. La même année, il reproche à son ami Luca Scalabrino son amour pour un jeune homme de 21 ans, Orazio Ariosto. Un jour de l'été 1577, il menace d'un poignard un domestique sous les yeux de la duchesse d’Urbino, Lucrèce d'Este. Il est arrêté, mais le duc le libère, et l'emmène avec lui dans sa villa en exigeant de lui qu'il se fasse soigner par un médecin.
L'opinion de certains biographes, à propos de cet épisode, selon laquelle le Tasse aurait accepté de feindre la folie pour protéger l'honneur de Lucrèce d'Este, est sans fondement.
La suite de ses pérégrinations est à l'image de son inconstance. En juin 1577, il quitte la cour de Ferrare pour rejoindre sa sœur Cornélia à Sorrente dans le royaume de Naples. S'y ennuyant rapidement, il demande au duc de Ferrare la permission de revenir dans sa cour, un an après l'avoir quittée. Mais son retour ne lui apportant toujours pas de satisfaction, il la quitte une deuxième fois pour se rendre dans les États du duc d'Urbino, mari de Lucrèce d'Este. Ses inquiétudes et ses terreurs imaginaires le reprennent très vite et il décide d'implorer la protection du duc de Savoie à Turin. Il reçoit chaque fois un accueil digne de sa réputation, mais sa maladie mentale le rattrape constamment jusqu'à son internement.

### L’asile d’aliénés de Sainte-Anne
Revenu à la cour de Ferrare en février 1579, ses excès de violence le reprennent, à tel point que le duc, convaincu que le poète est devenu fou, juge que l'hospice Sainte-Anne est l'établissement le plus sûr pour lui.

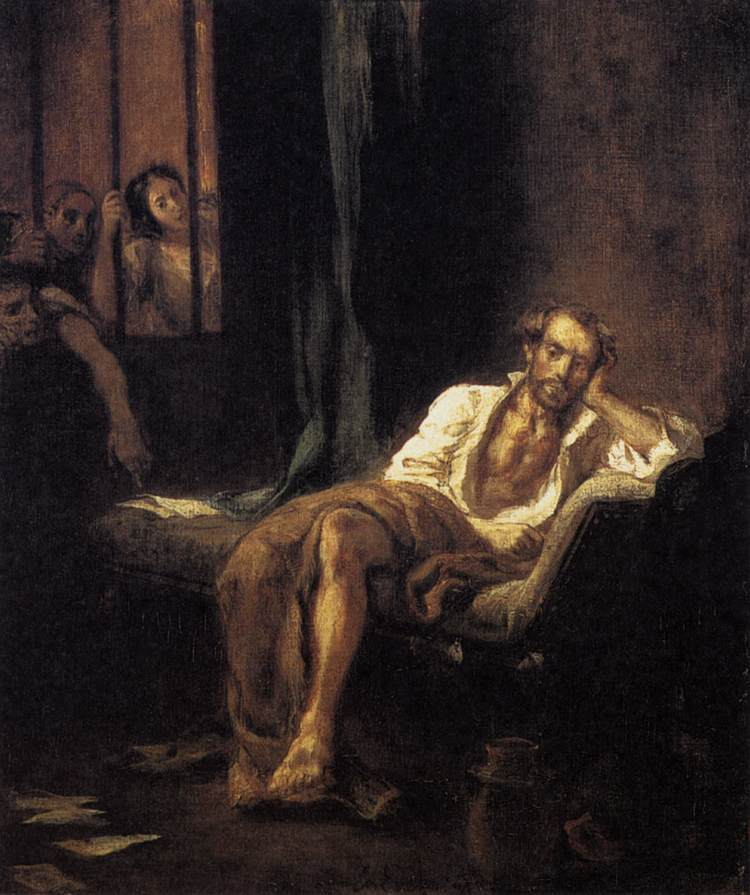
« Le Tasse à l’Hôpital Sainte-Anne de Ferrare » par Eugène Delacroix. Le Tasse y fut interné entre 1579 et 1586.

Au bout de quelques mois, Le Tasse s'y voit octroyer des appartements spacieux, pour recevoir ses amis, sortir où bon lui semble, et correspondre librement. C'est ainsi que Montaigne lui rend visite en 1581, visite qu'il relatera dans ses Essais : « J’eus plus de despit que de compassion de le veoir à Ferrare en si piteux estat survivant à soy mesme, mescognoissant et soy et ses ouvrages, lesquels sans son sceu et toutefois à sa veue on a mis en lumière incorrigez et informes. » Les lettres écrites de l'hospice Sainte-Anne — adressées aux princes d'Italie, à des admirateurs enthousiastes et aux plus fameux artistes de son temps — éclairent non seulement sur sa condition, mais aussi sur son caractère en général.

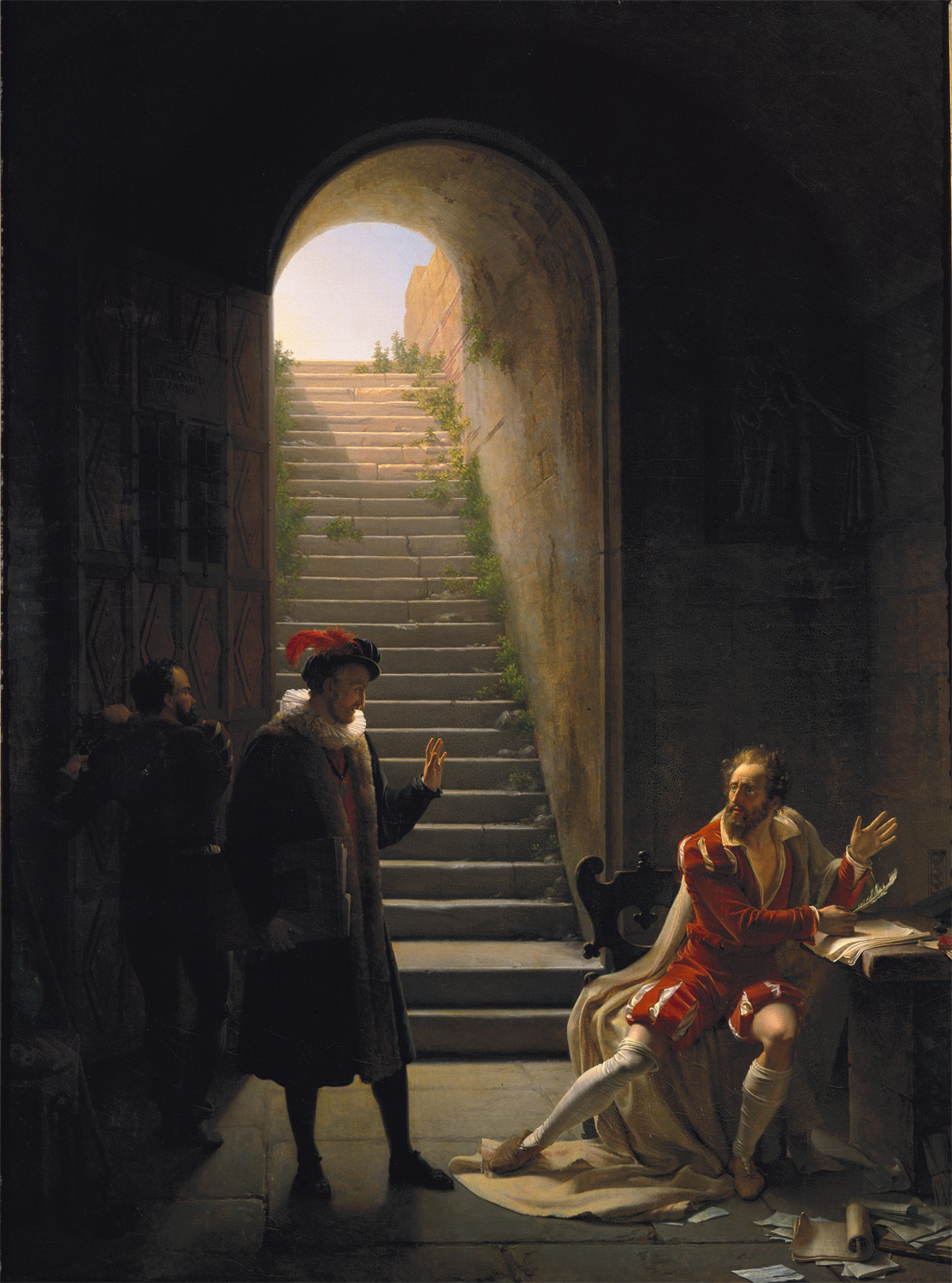
Le Tasse en prison visité par Montaigne par Fleury Richard, Musée des Beaux-Arts, Lyon.

Il occupe ses loisirs forcés par de copieuses compositions : l'essentiel de ses dialogues en prose sur des sujets philosophiques et éthiques sont écrits au cours de ces années. À l'exception de quelques odes ou sonnets de circonstance — au ton très rhétorique, mais dont quelques-uns sont inspirés par une souffrance mentale poignante —, il s'éloigne de la poésie.
Depuis des années, ses écrits sont mis sous séquestre. Or un beau jour de l'année 1580, il apprend que ses amis Angelo Ingegneri et Febo Bonna viennent de publier la première partie de sa Jérusalem délivrée, et l'année suivante, son intégralité. En quelques mois, l'ouvrage connait six rééditions. En outre, son rival à la cour de Ferrare, Giovanni Battista Guarini, se charge en 1582 d'éditer ses autres poésies. C'est ainsi que Le Tasse, depuis l'asile de Saint-Anne, doit se résoudre à voir ses odes, sonnets, pièces lyriques et compliments officiels, compilés en recueil sans son consentement.
Quelques années plus tard, en 1585, deux érudits de l’Accademia della Crusca font circuler des pamphlets contre la Jérusalem délivrée. Malgré la facture médiocre de ces écrits, le Tasse se sent obligé d'y répondre, et le fait avec une modération et une courtoisie qui révèlent, non seulement son comportement de gentilhomme, mais aussi la pleine possession de ses moyens. Tout au long de son séjour en asile, il cherche à placer ses deux neveux, fils de sa sœur Cornélia, au service d'une cour princière : l'un d'eux trouve emploi à la cour de Guillaume de Mantoue, l'autre à celle du duc de Parme Octave Farnèse.

### L'errance et l'apothéose
En juillet 1586, après sept ans et deux mois, Le Tasse sort de l'asile Sainte-Anne sur ordre de Vincent Ier de Mantoue. Le poète suit son jeune libérateur à la ville de Bergame, jouissant d'une liberté retrouvée et des plaisirs de la cour. Il y reçoit un accueil splendide et retrouve même l'énergie d’achever une tragédie de son père, Torrismond. Cependant, après quelques mois, son humeur noire reprend le dessus.
À l'automne 1587, il part pour Rome via Bologne et Notre-Dame de Lorette, où il s'installe chez un vieil ami, Scipione Gonzaga, devenu patriarche de Jérusalem. Là, il compose le chant d'action de grâce Ecco Fra le Tempeste e i fieri Venti. L'année suivante, il repart pour Naples, où il compose un poème de moindre facture sur le mont Oliveto.
En 1589, il revient à Rome, logeant toujours chez le patriarche de Jérusalem. Mais un jour, les domestiques du prélat le trouvent « hors de lui », et refusent de le laisser entrer. Il tombe malade, et une nouvelle fois est conduit dans un hospice. En 1590, le patriarche l'accueille de nouveau chez lui, mais l'esprit sans repos du Tasse le pousse à partir : tout d'abord Florence, puis Rome, Mantoue, Florence, Rome, Naples, Rome, Naples — telles sont, entre 1590 et 1594, les étapes de son odyssée dictée par la maladie, l'indigence et le malheur. Il a beau voir s'ouvrir pour lui les palais des princes, des cardinaux, des patriarches, voire du pape : nulle part il ne trouve le repos.
En même temps que sa santé devient chancelante, son talent s'émousse. En 1592, il donne au public sa version révisée de la Jérusalem, Gerusalemme Conquistata. Toutefois, cette ultime version obtient la faveur de certains critiques. La même année, il publie une composition en vers blancs italiens, Le Sette Giornate (« Les Sept Journées de la Création »), œuvre qui n'est guère lue de nos jours, et qui s'inspire du premier chapitre de la Genèse.

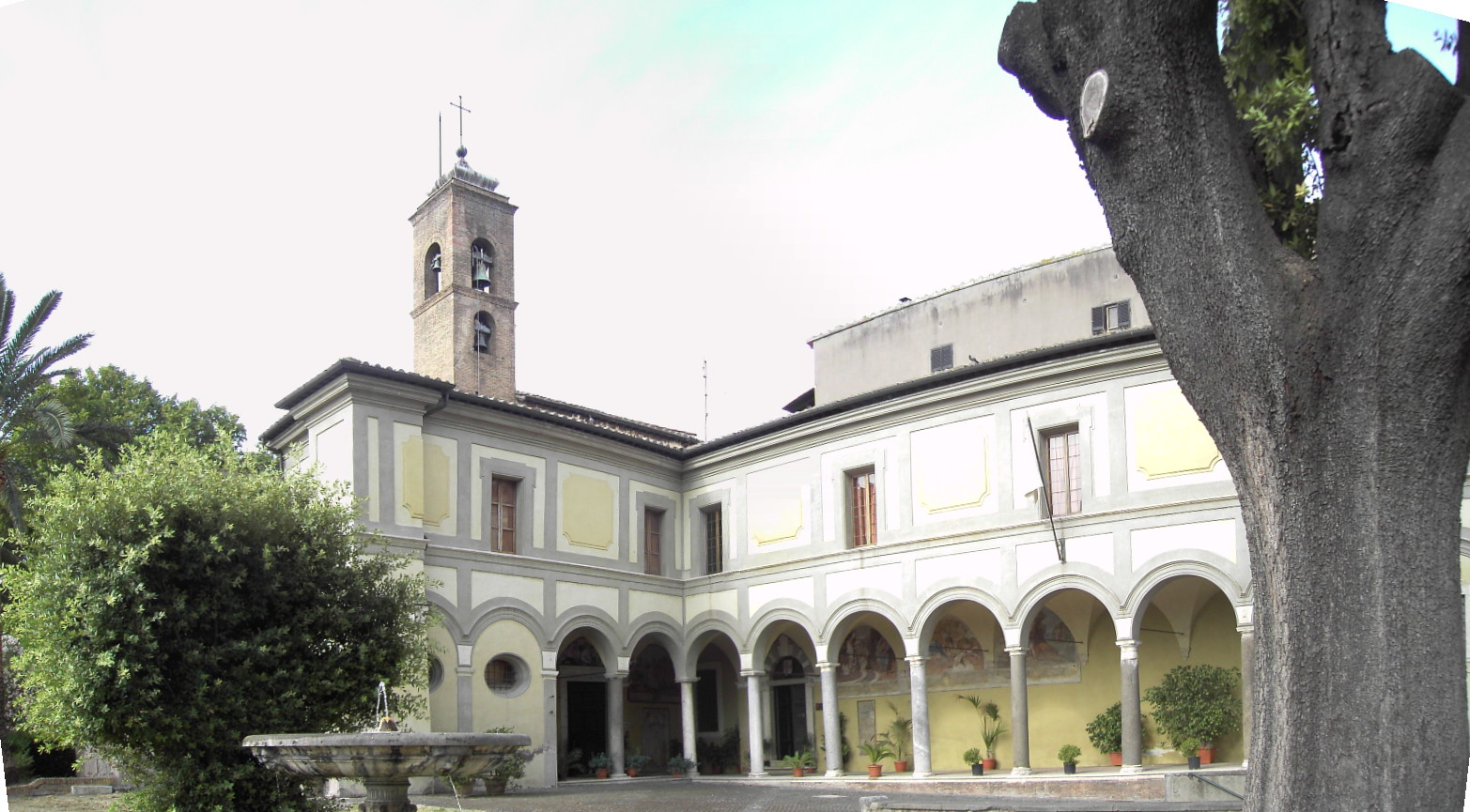
Le couvent Sant'Onofrio, où vint mourir Le Tasse.

Le pape Clément VIII, monté sur le trône en 1592, veut organiser le triomphe du poète. Avec son neveu, le cardinal Aldobrandini de San Giorgio, il l'invite en 1594 à Rome pour qu'il y reçoive la couronne de lauriers sur le Capitole, comme Pétrarque plus de deux cents ans avant lui.
Épuisé par la maladie, Le Tasse arrive à Rome au mois de novembre 1594. La cérémonie de son couronnement doit être reportée à cause de circonstances diverses, mais dans l'intervalle, le pape lui accorde une pension.
En mars 1595, alors qu'il est sur le point de recevoir la couronne de poète lauréat, ses forces le quittent et il est transporté à l'église de Saint Onuphre sur le Janicule où il meurt le 25 avril 1595, à 51 ans.

## Postérité artistique et esthétique
- La poésie lyrique du Tasse, si elle a peut-être influencé Desportes et Ronsard (que Le Tasse avait rencontré à Paris), a indiscutablement inspiré plusieurs poètes anglais de l'ère élisabéthaine, dont Philip Sidney, Abraham Fraunce, Edmund Spenser[11] et Samuel Daniel.
- Claudio Monteverdi composa Il combattimento di Tancredi e Clorinda à partir du XIIe chant de la Jérusalem délivrée. Il a également mis en musique certaines des Rime du Tasse, particulièrement sous forme de madrigaux.
- Jacques de Wert et Carlo Gesualdo da Venosa ont mis en musique plusieurs des Rime Gerusalemme.

Avec sa réputation d’élégiaque et de polémiste, Le Tasse, de par son triste destin, connut un regain de ferveur auprès des Romantiques.
- L’écrivain allemand Goethe a composé en 1790 une pièce intitulée Torquato Tasso qui s'intéresse au combat personnel de l'artiste. Il a aussi composé les paroles d'une cantate, Rinaldo, inspirée du seizième chant de la Jérusalem délivrée, et que Brahms mit plus tard en musique.
- Giacomo Leopardi écrivit un Dialogo di Torquato Tasso e del suo Genio familiare  (Operette morali, 1824), œuvre en prose consacrée au long séjour de Sainte-Anne. Le thème principal est le parallèle entre la souffrance et l'ennui, rendu sous forme d'un dialogue entre Le Tasse et un génie ou esprit censé le visiter au cours de son internement.
- Parmi les nombreux opéras dans la veine de la Jérusalem délivrée, on compte, outre l'Armide de Lully, ceux de Scarlatti, de Vivaldi, de Haendel, de Haydn, de Salieri, de Cherubini, de Gluck, de Rossini et de Dvořák. Récemment, Judith Weir en a transposé l'action à l’Irak contemporain.
- Le poème de Lord Byron intitulé Les Lamentations du Tasse est relatif au séjour du poète à Sainte-Anne.
- La manufacture Dufour & Leroy édite en 1831 un papier peint panoramique intitulé Renaud et Armide ou la Jérusalem délivrée exposé au Musée des Arts décoratifs de Paris
- Le compositeur italien Gaetano Donizetti a composé un opéra intitulé Torquato Tasso (en) (1833) et incorporé certains passages de l’œuvre originale dans le libretto.
- Franz Liszt a composé un poème symphonique, Tasso, Lamento e Trionfo pour célébrer le centenaire de la pièce de Goethe. La première partie, au climat sombre, évoque l'anxiété de l'asile, et la seconde partie la reconnaissance et la gloire qui accompagnent son retour à la vie civile.
- Le peintre Jean-Louis Ducis a représenté le Tasse dans plusieurs tableaux, notamment Le Tasse chez sa sœur Cornelia à Sorrente (1812)
- Parmi les nombreux artistes inspirés à la fois par la Jérusalem délivrée et Aminta, on compte Le Tintoret, les Carracci, Guercino, Pietro da Cortona, Domenichino, Cigoli, Van Dyck, Poussin, Claude Lorrain, Tiepolo, Boucher, Fragonard, Johann Friedrich Overbeck, Hayez, et Delacroix.

- La rue Le Tasse, dans le 16e arrondissement de Paris, lui rend hommage.
- André Sempoux, universitaire belge spécialiste de la littérature italienne a écrit un roman où il mêle le destin de son narrateur à un récit sensible de la vie du Tasse, Torquato, l'ami d'un autre temps (éd. Luce Wilquin, Bruxelles, 2002).

## Œuvres

### Œuvres de fiction
- Renaud, 1562
- Aminta, 1573, publié par Jamet Mettayer traduit par De la Brosse en 1592
- Gerusalemme liberata (La Jérusalem délivrée ou Jérusalem libérée), 1581, Lire en ligne en italien, en français Tome 1 et Tome 2. Sa version remaniée par l'auteur, la Gerusalemme conquistata, ne parut qu'en 1592.
- Rime (« Rimes »), est un recueil en neuf livres d'environ 2 000 vers, composé entre 1567 et 1593. On y retrouve l'influence du Canzoniere de Pétrarque : l'auteur y recherche principalement la musicalité et privilégie la richesse de délicates images et la peinture des sentiments subtils.
- Galealto re di Norvegia, (1573-4), une tragédie inachevée, fut continuée sous un autre titre : Le Roi Torrismonde[12] (Re Torrismondo, 1587). Elle est inspirée des tragédies de Sophocle et de Sénèque, et narre l'histoire de la princesse Alvida de Norvège, mariée contre son gré au roi des Goths Thorismond, alors qu'elle est éprise de roi de Suède Germond, son ami d'enfance. En 1647, l'écrivain grec Joannes Andreas Troilos s'inspira du Roi Torrismonde pour sa tragédie Le Roi Rhodolinos[13].

### Essais littéraires et philosophiques
- Discours de l’art poétique (1565-66)
- Les « Dialogues » (Dialoghi) ont été composés entre 1578 et 1594. Ces 28 textes traitent de sujets variés, des plus abstraits (l'amour, la vertu, la noblesse) aux plus profanes (l'art des masques, le jeu, l'art de faire sa cour et la beauté). Parfois Le Tasse aborde les grands thèmes de son époque : par exemple, le conflit entre religion et liberté d'opinion, ou encore la lutte entre la Chrétienté et l’Islam à Lépante.
- Les Discours sur le poème héroïque (Discorsi del poema eroico) furent publiés en 1594. Ils constituent le principal accès à l’art poétique du Tasse. Ils furent probablement rédigés au moment des corrections de la Gerusalemme Liberata.

## Traductions récentes en français
- Jérusalem libérée, trad. et prés. par Michel Orcel, Folio classique, Gallimard, 2002  (ISBN 978-2070409761 et 2070409767)
- Rimes et plaintes, trad. et prés. par Michel Orcel, Fayard, 2002  (ISBN 2-213-61240-4)
- Le Messager, trad. et prés. de Michel Orcel, éd. Verdier, 2012
- Discours de l'art poétique. Discours du poème héroïque, trad. et prés. par Françoise Graziani, Aubier, 1997
- Les Flèches d'Armide, trad. et prés. par Jacques Audiberti, éd. par Jean-Charles Vegliante, Imprimerie nationale, 1995 (bilingue)

#### Bases de données et dictionnaires
- Ressources relatives aux beaux-arts :   - AGORHA
  - British Museum
  - Grove Art Online
  - National Gallery of Art
  - Nationalmuseum
  - Royal Academy of Arts
  - Sandrart.net
  - Union List of Artist Names
- Ressources relatives à la musique :   - International Music Score Library Project
  - Carnegie Hall
  - Grove Music Online
  - MusicBrainz
  - Répertoire international des sources musicales
- Ressources relatives au spectacle :   - Archives suisses des arts de la scène
  - Les Archives du spectacle
  - Kunstenpunt
- Ressources relatives à la littérature :   - NooSFere
  - Projet de recherche en littérature de langue bretonne
- Ressource relative à plusieurs domaines :   - Répertoire du patrimoine culturel du Québec
- Ressource relative à la bande dessinée :   - Tebeosfera
- Ressource relative à la recherche :   - Isidore
- Ressource relative à l'audiovisuel :   - IMDb
- Notices dans des dictionnaires ou encyclopédies généralistes :   - Biografisch Portaal van Nederland
  - Britannica
  - Brockhaus
  - Collective Biographies of Women
  - Den Store Danske Encyklopædi
  - Deutsche Biographie
  - Dizionario biografico degli italiani
  - Enciclopedia italiana
  - Gran Enciclopèdia Catalana
  - Hrvatska Enciklopedija
  - Internetowa encyklopedia PWN
  - Nationalencyklopedin
  - Proleksis enciklopedija
  - Store norske leksikon
  - Treccani
  - Universalis
  - Visuotinė lietuvių enciklopedija
- Notices d'autorité :   - VIAF
  - ISNI
  - BnF (données)
  - IdRef
  - LCCN
  - GND
  - Italie
  - Japon
  - CiNii
  - Espagne
  - Belgique
  - Pays-Bas
  - Pologne
  - Israël
  - NUKAT
  - Catalogne
  - Suède
  - Vatican